# 塞贝克涅弗鲁
塞贝克涅弗鲁（英語：Sobekneferu），塞贝克（意：鳄鱼神），涅弗鲁（意：美丽）——古埃及中王国时期第十二王朝的第八代国王（在位時期大约是公元前1806年—公元前1802年）。是埃及历史上已確知最早的女性统治者，其父阿蒙涅姆赫特三世去世后，由其异母兄长阿蒙涅姆赫特四世即位，因为其子年幼而她为最近亲属，故得位。她享有国王称号和王权，行使国王权力。她在第十二王朝末期即位，在位时期继续实行传统政策。无法改变持续衰弱的局面，在位约3年去世。